# Championnat de Belgique de football 1933-1934
Navigation
Saison précédente Saison suivante
Le championnat de Belgique de football 1933-1934 est la 34e saison du championnat de première division belge. Son nom officiel est « Division d'Honneur ».
Il n'y a quasiment pas de suspense. L'Union Saint-Gilloise prolonge son titre et atteint la barre mythique des 10 sacres nationaux. Les Unionistes terminent le championnat invaincus, avec 8 points d'avance sur leurs rivaux du Daring.
En bas de classement, le Belgica FC Edegem, un des deux promus, parvient à se maintenir de justesse. Ce n'est pas le cas pour Tilleur, relégué directement pour la troisième fois en trois montées parmi l'élite.

## Clubs participants
Quatorze clubs prennent part à la compétition, autant que lors de l'édition précédente. Ceux dont le matricule est mis en gras existent toujours aujourd'hui.
| #  | Nom                                     | Mat. | Ville     | Stades                 | En D1 depuis (série) | Total en D1 | Saison précédente |
| -- | --------------------------------------- | ---- | --------- | ---------------------- | -------------------- | ----------- | ----------------- |
| 1  | Royal Antwerp Football Club             | 1    | Anvers    | Bosuilstadion          | 1901-1902 (28e)      | 33e         | 2e                |
| 2  | Royal Beerschot Athletic Club           | 13   | Anvers    | Kiel                   | 1907-1908 (22e)      | 28e         | 7e                |
| 3  | Royal Cercle Sportif Brugeois           | 12   | Bruges    | Stade du CS Brugeois   | 1899-1900 (30e)      | 30e         | 3e                |
| 4  | Daring Club de Bruxelles Société Royale | 2    | Molenbeek | Stade du Daring        | 1903-1904 (26e)      | 26e         | 8e                |
| 5  | Royal Racing Club de Bruxelles          | 6    | Uccle     | Stade du Vivier d'Oie  | 1932-1933 (2e)       | 31e         | 10e               |
| 6  | Belgica Football Club Edegem            | 375  | Edegem    | ?                      | 1933-1934 (1re)      | 1re         | Division 1A : 1er |
| 7  | Royal Racing Club de Gand               | 11   | Gand      | Emmanuel Hielstadion   | 1931-1932 (3e)       | 19e         | 12e               |
| 8  | Royal Standard Club Liège               | 16   | Sclessin  | Stade de Sclessin      | 1921-1922 (13e)      | 18e         | 4e                |
| 9  | Koninklijke Liersche Sportkring         | 30   | Lierre    | Lispersteenweg         | 1927-1928 (7e)       | 7e          | 5e                |
| 10 | Turn en Sportvereniging Lyra            | 52   | Lierre    | Lyrastadion            | 1932-1933 (2e)       | 2e          | 6e                |
| 11 | Royal Football Club Malinois            | 25   | Malines   | Achter de Kazerne      | 1928-1929 (6e)       | 9e          | 9e                |
| 12 | Racing Club de Malines Société Royale   | 24   | Malines   | Antwerpsesteenweg      | 1925-1926 (9e)       | 16e         | 11e               |
| 13 | Union Saint-Gilloise Société Royale     | 10   | Uccle     | Stade du Parc Duden    | 1901-1902 (28e)      | 28e         | 1er               |
| 14 | Royal Tilleur Football Club             | 21   | Tilleur   | Stade du Pont d'Ougrée | 1933-1934 (1re)      | 3e          | Division 1B : 1er |

### Localisations
| Anvers RC Gand Liersche SK Lyra RC Malines FC Malinois Bruxelles CS Brugeois Standard Tilleur |

#### Localisation des clubs bruxellois
les 3 cercles bruxellois sont :
(5) Daring CB SR
(7) Union SG SR
 (10) R. Racing CB

#### Localisation des clubs anversois
les 3 cercles anversois sont:
(1) R. Antwerp FC
(2) R. Beerschot AC
(10) Belgica Football Club Edegem

## Déroulement de la saison

### Champions invaincus
L'Union Saint-Gilloise remporte son dixième titre en terminant le championnat de 26 rencontres sans concéder la moindre défaite. Ce n'est pas une première pour le club « Jaune et Bleu », qui avait déjà réussi cette performance en 1906 et en 1909. Mais lors de ces deux compétitions, on n'avait joué que respectivement 18 et 22 matches.
En bas de classement, Tilleur est vite distancé et condamné à une nouvelle relégation. Pour sa troisième montée parmi l'élite, le club liégeois est à nouveau relégué directement. L'autre place de relégable échoit au Racing CB. Longtemps à la lutte avec le Belgica Edegem et le Racing de Malines, le club bruxellois est lâché dans la dernière ligne droite.

## Résultats

### Résultats des rencontres
Avec quatorze clubs engagés, 182 matches sont au programme de la saison.
| Résultats (▼dom., ►ext.)                                   | ANT | BEE | CSB | DAR | RCB | EDE | RCG  | LIE | LYR | FCM | RCM | STA  | TIL | USG  |
| R. Antwerp FC                                              |     | 2-2 | 1-1 | 1-4 | 7-1 | 3-1 | 5-2  | 3-1 | 2-2 | 3-1 | 2-2 | 4-3  | 2-0 | 2-2  |
| R. Beerschot AC                                            | 2-2 |     | 2-2 | 3-1 | 2-0 | 2-5 | 1-7  | 5-0 | 0-2 | 4-1 | 6-2 | 0-3  | 6-0 | 2-2  |
| R. CS Brugeois                                             | 2-2 | 4-2 |     | 2-1 | 3-3 | 4-1 | 1-1  | 1-3 | 0-0 | 4-2 | 3-1 | 2-4  | 4-0 | 3-4  |
| Daring CB SR                                               | 2-0 | 3-1 | 3-2 |     | 1-0 | 4-2 | 4-1  | 3-1 | 3-1 | 2-1 | 1-0 | 4-1  | 5-2 | 2-3  |
| R. Racing CB                                               | 0-8 | 1-2 | 2-0 | 1-1 |     | 1-6 | 4-2  | 4-1 | 9-6 | 0-3 | 0-2 | 3-2  | 6-3 | 1-10 |
| Belgica FC Edegem                                          | 2-9 | 0-3 | 1-2 | 1-7 | 7-1 |     | 3-3  | 2-3 | 4-2 | 0-0 | 2-2 | 3-1  | 6-1 | 0-5  |
| R. RC de Gand                                              | 3-2 | 0-2 | 1-2 | 2-2 | 1-2 | 1-9 |      | 2-2 | 3-1 | 0-0 | 1-0 | 4-3  | 4-2 | 1-2  |
| K. Liersche SK                                             | 4-3 | 2-0 | 2-1 | 3-1 | 5-1 | 3-1 | 4-2  |     | 2-1 | 2-4 | 2-1 | 3-2  | 2-3 | 1-3  |
| TSV Lyra                                                   | 3-1 | 0-4 | 2-1 | 1-1 | 2-1 | 2-1 | 0-0  | 0-2 |     | 4-2 | 1-0 | 1-2  | 7-1 | 1-5  |
| FC Malinois                                                | 5-3 | 2-3 | 5-1 | 1-3 | 8-1 | 2-3 | 1-4  | 2-1 | 1-1 |     | 1-1 | 10-5 | 2-1 | 2-2  |
| RC de Malines                                              | 2-2 | 2-1 | 2-2 | 3-1 | 3-1 | 1-1 | 2-2  | 2-1 | 1-2 | 2-4 |     | 2-3  | 4-1 | 1-1  |
| R. Standard CL                                             | 3-2 | 6-4 | 3-2 | 2-1 | 6-2 | 4-1 | 10-2 | 6-2 | 3-1 | 4-1 | 6-1 |      | 3-2 | 2-4  |
| R. Tilleur FC                                              | 1-1 | 4-1 | 0-3 | 2-5 | 6-2 | 3-2 | 2-1  | 1-3 | 1-3 | 0-9 | 4-0 | 2-3  |     | 0-6  |
| Union St-Gilloise SR                                       | 4-0 | 0-0 | 2-1 | 5-2 | 0-0 | 6-2 | 3-3  | 3-1 | 3-3 | 2-1 | 7-1 | 2-2  | 2-1 |      |
| - Victoire à domicile - Match nul - Victoire à l'extérieur |     |     |     |     |     |     |      |     |     |     |     |      |     |      |

### Classement final
| Rang | Équipe                 | Pts | J  | G  | N | P  | Bp | Bc | Diff |
| ---- | ---------------------- | --- | -- | -- | - | -- | -- | -- | ---- |
| 1    | UNION ST-GILLOISE SR T | 43  | 26 | 17 | 9 | 0  | 88 | 35 | +53  |
| 2    | Daring CB SR           | 35  | 26 | 16 | 3 | 7  | 67 | 42 | +25  |
| 3    | R. Standard CL         | 35  | 26 | 17 | 1 | 8  | 92 | 65 | +27  |
| 4    | K. Liersche SK         | 29  | 26 | 14 | 1 | 11 | 56 | 57 | -1   |
| 5    | R. Antwerp FC          | 27  | 26 | 9  | 9 | 8  | 71 | 54 | +17  |
| 6    | R. Beerschot AC        | 27  | 26 | 11 | 5 | 10 | 60 | 53 | +7   |
| 7    | TSV Lyra               | 26  | 26 | 10 | 6 | 10 | 49 | 52 | -3   |
| 8    | R. CS Brugeois         | 25  | 26 | 9  | 7 | 10 | 53 | 50 | +3   |
| 9    | R. FC Malinois         | 25  | 26 | 10 | 5 | 11 | 71 | 56 | +15  |
| 10   | R. RC de Gand          | 22  | 26 | 7  | 8 | 11 | 53 | 69 | -16  |
| 11   | RC de Malines SR       | 20  | 26 | 6  | 8 | 12 | 40 | 58 | -18  |
| 12   | Belgica FC Edegem      | 20  | 26 | 8  | 4 | 14 | 66 | 76 | -10  |
| 13   | R. Racing CB           | 17  | 26 | 7  | 3 | 16 | 47 | 97 | -50  |
| 14   | R. Tilleur FC          | 13  | 26 | 6  | 1 | 19 | 43 | 92 | -49  |

Légende
- Champion de Belgique 1934
- Club relégué pour la saison suivante

Abréviations
T : Tenant du titre 1933

 : nouveau venu depuis la saison précédente

### Meilleur buteur
Vital Van Landeghem (Union SG) avec 29 buts. Il est le vingtième joueur belge sacré meilleur buteur de la plus haute division belge.

#### Classement des buteurs
Le tableau ci-dessous reprend les 24 meilleurs buteurs du championnat, soit les joueurs ayant inscrit dix buts ou plus durant la saison.
| #   | Pays | Joueur                   | Club                    | Buts | Matches joués |
| --- | ---- | ------------------------ | ----------------------- | ---- | ------------- |
| 1.  |      | Vital Van Landeghem      | Union Saint-Gilloise SR | 29   | 24            |
| 2.  |      | Robert Lamoot            | Daring CB SR            | 24   | 22            |
| 3.  |      | Jean Brichaut            | R. Standard CL          | 23   | 23            |
| 4.  |      | Albert De Cleyn          | R. FC Malinois          | 22   | 26            |
| =.  |      | François Vanden Eynde    | Union Saint-Gilloise SR | 22   | 26            |
| 6.  |      | Pierre Quickels          | R. Racing CB            | 21   | 23            |
| 7.  |      | Bernard Voorhoof         | K. Liersche SK          | 20   | 24            |
| =.  |      | Florent Lambrechts       | R. Antwerp FC           | 20   | 25            |
| =.  |      | Jacques Van Caelenberghe | Union Saint-Gilloise SR | 20   | 26            |
| 10. |      | François Ledent          | R. Standard CL          | 19   | 26            |
| 11. |      | Jean Capelle             | R. Standard CL          | 17   | 15            |
| =.  |      | Gabriël Noëth            | R. FC Malinois          | 17   | 16            |
| =.  |      | Grégoire Hellemans       | Belgica FC Edegem       | 17   | 22            |
| =.  |      | Arthur Ceuleers          | R. Beerschot AC         | 17   | 23            |
| =.  |      | Laurent Grimmonprez      | R. RC de Gand           | 17   | 25            |
| 16. |      | Arthur Hellemans         | Belgica FC Edegem       | 16   | 26            |
| 17. |      | Pierre De Vidts          | Daring CB SR            | 15   | 25            |
| 18. |      | François Vande Mert      | R. FC Malinois          | 14   | 18            |
| 19. |      | Richard Van Accolynen    | R. RC de Gand           | 13   | 19            |
| =.  |      | Henri Isemborghs         | R. Beerschot AC         | 13   | 24            |
| =.  |      | Florent Luyten           | Belgica FC Edegem       | 13   | 26            |
| 22. |      | Joseph Van Beeck         | R. Antwerp FC           | 12   | 19            |
| =.  |      | Julien Van Gorp          | R. Antwerp FC           | 12   | 22            |
| =.  |      | René Ledent              | R. Standard CL          | 12   | 24            |

## Récapitulatif de la saison
- Champion : Union Royale Saint-Gilloise (10e titre)
- Première équipe à remporter dix titres.
- Dix-neuvième titre pour la province de Brabant.

| Région flamande (9)             | Région flamande (9) | Province de Brabant (3)      | Province de Brabant (3) | Région wallonne (2)    | Région wallonne (2) |
| ------------------------------- | ------------------- | ---------------------------- | ----------------------- | ---------------------- | ------------------- |
| Province d'Anvers               | 7                   | Région de Bruxelles-Capitale | 3                       | Province de Hainaut    | 0                   |
| Province de Flandre-Occidentale | 1                   | Province du Brabant flamand  | 0                       | Province de Liège      | 2                   |
| Province de Flandre-Orientale   | 1                   | Province du Brabant wallon   | 0                       | Province de Luxembourg | 0                   |
| Province de Limbourg            | 0                   |                              |                         | Province de Namur      | 0                   |

1. ↑  Au niveau footballistique, la province de Brabant est toujours unitaire malgré sa partition territoriale en 1995.

### Admission et relégation
Le R. Racing CB et le R. Tilleur FC sont relégués, après respectivement deux et une seule saison en Division d'Honneur. Ils sont remplacés la saison prochaine par les deux champions de Division 1, le White Star AC et R. Berchem Sport. Ces deux clubs font leur retour parmi l'élite après neuf et une saison au niveau inférieur.

### Débuts en Division d'Honneur
Un club fait ses débuts dans la plus haute division belge. Il est le 37e club différent à y apparaître.
- Le Belgica Football Club Edegem est le dixième club de la province d'Anvers à évoluer dans la plus haute division belge.

### Changement de nom
Reconnu « Société Royale », le TSV Lyra adapte son appellation en vue de la saison suivante et devient le Koninklijke Maatschappij Lyra.

### Bilan de la saison
| Championnat de Belgique de football 1933-1934 |                                     |
| Champion                                      | Union Saint-Gilloise SR (10e titre) |
| Dauphin                                       | Daring CB SR                        |
| Promotions et relégations                     |                                     |
| Promus en Division d'Honneur                  | White Star Woluwé AC                |
| Promus en Division d'Honneur                  | R. Berchem Sport                    |
| Relégués en Division 1                        | R. Racing CB                        |
| Relégués en Division 1                        | R. Tilleur FC                       |